# Iorgu Iordan
Iorgu Iordan (Tecuci, 1888 – Bucarest, 1986) è stato un linguista rumeno.
Docente all'università di Iaşi dal 1946 e in seguito all'università di Bucarest, fondò l'Accademia di filologia romena Alexandru Philippide.
La sua opera più celebre è La lingua romena attuale. Una grammatica degli errori (1943).